# Väinö Rainio
Väinö Rainio (Väinö Johannes Rainio; * 30. April 1896 in Turku; † 28. Juli 1979 in Helsinki) war ein finnischer Weit- und Dreispringer.
Bei den Olympischen Spielen 1924 in Paris kam er im Dreisprung auf den vierten und im Weitsprung auf den 21. Platz.
1928 wurde er bei den Olympischen Spielen in Amsterdam Achter im Dreisprung.

## Persönliche Bestleistungen
- Weitsprung: 6,79 m, 1924
- Dreisprung: 15,01 m, 12. Juli 1924, Colombes